# Coleophora tetrodonta
Coleophora tetrodonta is een vlinder uit de familie kokermotten (Coleophoridae). De wetenschappelijke naam van deze soort is voor het eerst geldig gepubliceerd in 2005 door Giorgio Baldizzone & Hugo van der Wolf.
De soort komt voor in het Afrotropisch gebied.
1. ↑  Baldizzone, G. & Wolf, van der H., 2005: New species of Coleophora (Lepidoptera) from Katanga, Central Africa. Revue Suisse De Zoologie 112: 65-82.